# Teorías sobre la plusvalía

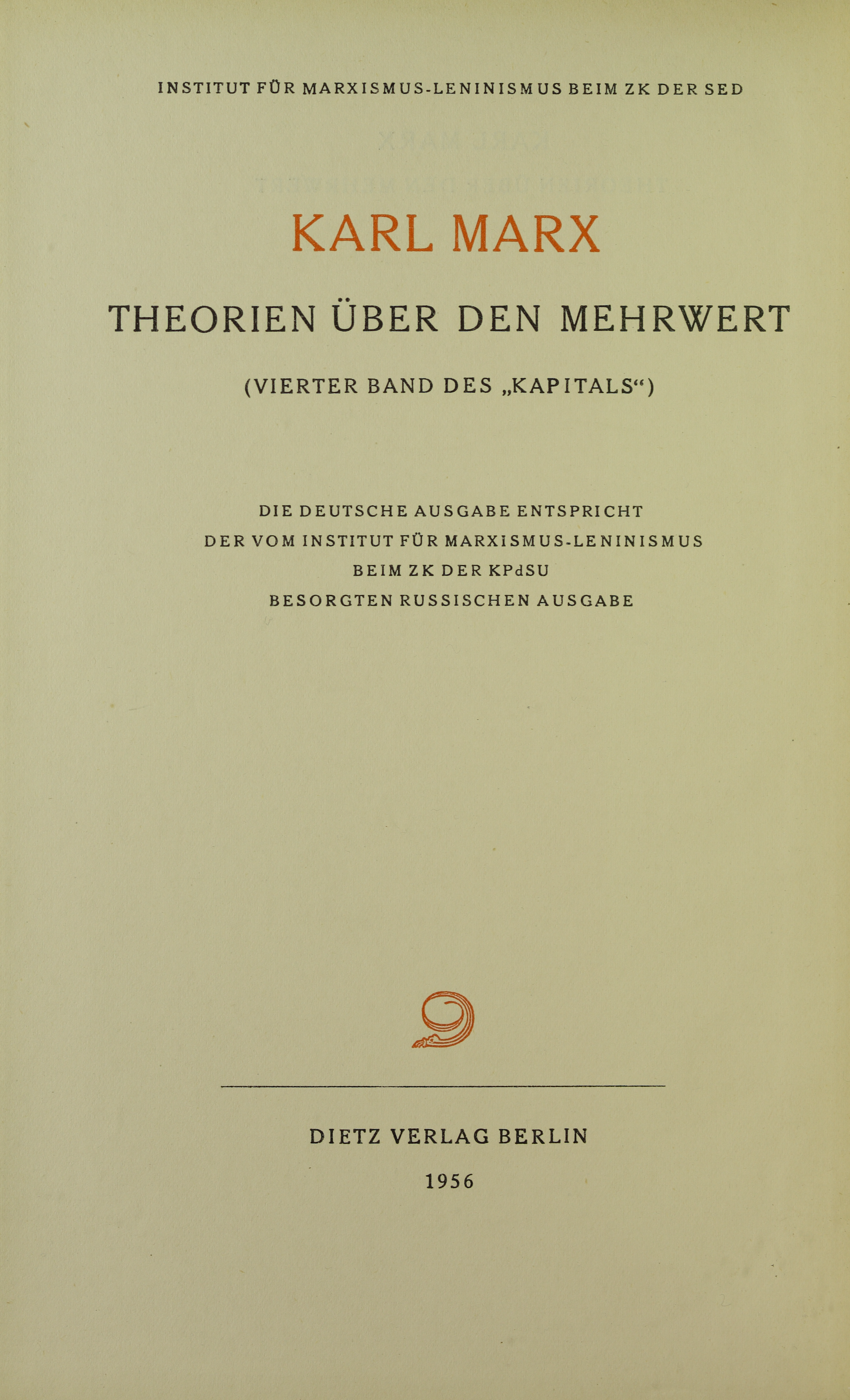
Theorien über den Mehrwert, 1956

Teorías de la plusvalía ( en alemán: Theorien über den Mehrwert) es un borrador del manuscrito escrito por Karl Marx entre enero de 1862 y julio de 1863. Se centra principalmente en la teorización de la plusvalía de Europa occidental desde alrededor de 1750, examinando críticamente las ideas de los economistas políticos británicos, franceses y alemanes sobre la creación de riqueza y la rentabilidad de las industrias. Los temas en cuestión son la fuente, las formas y los determinantes de la magnitud de la plusvalía y Marx trata de explicar cómo, después de fracasar en resolver las contradicciones básicas en sus teorías laborales del valor, la escuela clásica de economía política finalmente se disolvió, dejando solo "economía política vulgar" que ya no trataba de proporcionar una teoría coherente e integral del capitalismo, sino que ofrecía solo una amalgama ecléctica de teorías que parecían pragmáticamente útiles o que justificaban la racionalidad de la economía de mercado.

## Trasfondo
Teorías de la plusvalía fueron parte de los grandes Manuscritos económicos de 1861–1863, titulados por Marx Una contribución a la crítica de la economía política y escritos como la secuela inmediata de la primera parte de Una contribución a la crítica de la economía política publicada en 1859. El manuscrito total de 1861–1863 consta de 23 cuadernos (las páginas numeradas consecutivamente del 1 al 1472) que se extienden a unas 200 hojas impresas de longitud. Es el primer borrador elaborado sistemáticamente de los cuatro volúmenes de Capital, aunque todavía es solo aproximado e incompleto. Las teorías de la plusvalía forman la parte más larga (alrededor de 110 hojas impresas) y la más elaborada de este enorme manuscrito, y es el primer y único borrador del cuarto volumen final de El Capital. A diferencia de los tres volúmenes teóricos de Das Kapital, Marx llamó a este volumen la parte histórica, histórico-crítica o histórico-literaria de su obra.

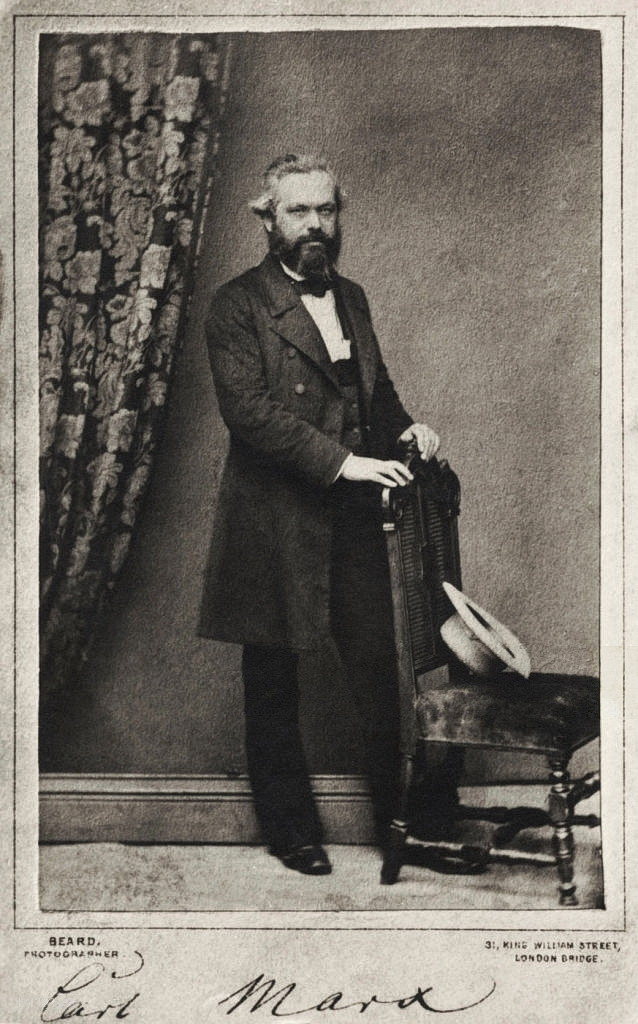
Karl Marx en la década de 1860

Marx comenzó a escribir Teorías de la plusvalía en el marco del plan original de su Crítica de la economía política, tal como lo había proyectado en 1858-1862. Sobre la base de lo que Marx dice acerca de la estructura de su trabajo en su introducción a la primera parte de Una contribución a la crítica de la economía política, en sus cartas de 1858-1862 y en el manuscrito de 1861-1863, este plan titulado Plan para la Crítica de la economía política puede presentarse en la siguiente forma esquemática según lo proyectado por Marx en 1858-1862: 
1. Capital: 
  1. Introducción: productos básicos y dinero
  2. Capital en general: 
    1. El proceso de producción de capital: 
      1. Transformación de dinero en capital.
      2. Plusvalía absoluta
      3. Plusvalía relativa
      4. La combinación de ambos
      5. Teorías de la plusvalía

    2. El proceso de circulación del capital.
    3. La unidad de los dos, o capital y ganancia

  3. La competencia de capitales
  4. Crédito
  5. Capital social
2. Propiedad de la tierra
3. Trabajo asalariado
4. El estado
5. Comercio Exterior
6. El mercado mundial

Las teorías de la plusvalía fueron concebidas originalmente por Marx solo como una excursión histórica en la sección de su estudio teórico del "capital en general". Esto fue para concluir la sección sobre el proceso de producción de capital. Este ambicioso plan demostró ser más de lo que Marx podía emprender, ya que fue quemado efectivamente antes de haber completado el estudio del capital. Incluso la publicación de Teorías de la plusvalía no puso todos los escritos de Marx sobre economía política a disposición del público y esta tarea solo se cumplió décadas después con la publicación de Grundrisse, los resultados del proceso de producción inmediata y varios otros manuscritos.

## Historia de publicación
En su prefacio (fechado el 5 de mayo de 1885) a su edición del Volumen II de Das Kapital y en varias cartas durante los siguientes diez años, Friedrich Engels había indicado su intención de publicar el manuscrito de Teorías de la plusvalía. Sin embargo, aunque logró publicar el segundo y tercer volumen de Das Kapital, Engels no pudo publicar las Teorías antes de morir en 1895. 
- En 1905-1910, Karl Kautsky publicó una primera versión editada del manuscrito de Marx en tres volúmenes (1.754 páginas; el segundo volumen consta de dos partes separadas), con los editores de Dietz en Stuttgart. Sin embargo, Kautsky reorganizó la secuencia original de temas discutidos en los cuadernos y eliminó o modificó parte del texto. Por esta razón, su edición no se considera una representación científicamente precisa del pensamiento de Marx (aunque arroja luz sobre cómo Kautsky entendió a Marx). El primer volumen de notas de Marx de Kautsky trató las teorías de la plusvalía hasta Adam Smith, el segundo volumen con David Ricardo (en dos partes) y el último con la ruptura de la escuela ricardiana y la "economía vulgar". Esta edición está agotada y rara.
- En 1923, David Riazanov (Riazanov) del Instituto Marx – Engels en Moscú (el predecesor del Instituto Marx – Engels – Lenin ) compró muchos de los manuscritos originales de Marx y muchos otros archivos socialistas del siglo XIX con generosas finanzas del gobierno soviético, incluyendo Las teorías de la plusvalía. A partir de ese momento, el acceso, la edición y la publicación del texto quedaron bajo el control de las autoridades comunistas rusas y de Alemania Oriental. Después de 1991, el manuscrito fue transferido al Centro Ruso para la Preservación y el Estudio de los Registros de la Historia Moderna (RTsKhIDNI) y desde fines de la década de 1990 se almacena en el Archivo Estatal Centralizado de Historia Sociopolítica ( Rossiiskii gosudarstvennyi arkhiv sotsial'no- politicheskoi istorii [RGASPI]) en Moscú.
- Jules Molitor hizo una traducción completa de la edición alemana de Kautsky al francés y la publicó en 1924-1925 A. Costes.
- La primera traducción japonesa de Teorías de la plusvalía parece haberse realizado en la década de 1920.[7] Otro fue hecho en la década de 1930 por Zenya Takashima (1904–1990), quien enseñó en la Universidad de Comercio de Tokio / Universidad Hitotsubashi, pero el manuscrito de esta traducción fue confiscado cuando fue arrestado y se perdió.[8]
- Una traducción al español fue hecha por Wenceslao Roces y publicada en la Ciudad de México en 1945 bajo el título Historia crítica de la teoría de la plusvalía . Se publicaron nuevas ediciones en español en 1974 (Madrid: Alberto Corazón), 1977 (Barcelona: Crítica, preparado por Manuel Sacristán Luzón), 1978 (La Habana: La Habana Editorial de Ciencias Sociales, traducido por Mario Díaz Godoy), 1980 (México: Fondo de Cultura Económica) y 1998–2000 (San Diego: Fondo de Cultura Económica USA).
- En 1949, Shanghai Dushu y Shenghuo Publishing House publicaron una traducción china de Teorías de la plusvalía por Guo Dali (Kuo Ta-li).[9]
- Una edición italiana de la versión de Kautsky se publicó en 1954-1958, titulada Storia delle teori economiche . El traductor fue E. Conti y el profesor de inglés Maurice Dobb escribió una introducción. Hubo una reimpresión en 1971. En 1974, Newton Compton Editori publicó en Roma una nueva traducción al italiano. Fue traducido por Lida Locatelli y presentado por Lucio Colletti .
- En 1951, GA Bonner y E. Burns publicaron una traducción al inglés de extractos de los volúmenes alemanes publicados por Kautsky, con Lawrence & Wishart en Londres y International Publishers en Nueva York.[10] Está agotado.
- Langland Press (Nueva York, 1952) publicó una traducción completa en inglés de Terence McCarthy de la edición francesa del primer volumen de Kautsky bajo el título Historia de las teorías económicas: de los fisiócratas a Adam Smith, pero las traducciones de los volúmenes posteriores nunca aparecieron . Está agotado y es raro. Sin embargo, Literary Licensing LLC puso a disposición copias impresas a pedido desde 2011.
- Una edición completa y anotada de tres volúmenes fue publicada por primera vez en alemán (1956, 1959, 1962) por el Instituto de Marxismo-Leninismo del Partido de la Unidad Socialista en Alemania Oriental . El texto se incluyó posteriormente en el Marx Engels Werke publicado por Dietz en los volúmenes 26.1 (1965), 26.2 (1967) y 26.3 (1968). Al igual que la edición de Kautsky, que imita hasta cierto punto, la edición de Alemania Oriental reorganizó el texto original bajo varios títulos. Esta versión se considera más precisa y completa que la de Kautsky, pero aún carece de la secuencia de los manuscritos originales y no es una traducción completamente literal. Ahora está agotado.
- Una edición rusa se publicó por primera vez en Moscú como Marx-Engels, Collected Works, Volumes 26.1 (1962), 26.2 (1963) y 26.3 (1964).
- Progress Publishers en Moscú, junto con el editor londinense Lawrence & Wishart, publicaron una edición anotada en inglés de todo el manuscrito basado en el alemán oriental. Salió en tres volúmenes (1963, 1968, 1971), editado por S. Ryazanskaya, traducido por Renate Simpson y otros. Esta versión en inglés, al igual que las de Alemania Oriental y Rusia, reorganiza la secuencia de material en los manuscritos originales bajo varios títulos nuevos (a menudo entre corchetes). Esta edición también fue publicada en varios otros idiomas por Progress Publishers y otros. Ahora está agotado.
- La edición alemana definitiva de Teorías de la plusvalía se publica en el Marx-Engels-Gesamtausgabe (MEGA II), sección II, partes 3.2 (1977), 3.3 (1978) y 3.4 (1979). Se proporciona una representación literal y anotada de los manuscritos originales en la secuencia original. Esta edición aún está disponible.
- El texto completo apareció nuevamente también en el inglés Marx / Engels Collected Works, Volumes 30 (1988), 31 (1989), 32 (1989), 33 (1991) y 34 (1994). Esta versión en inglés está basada en la edición alemana MEGA II de 1977-1979. Mantiene la secuencia del texto en los manuscritos originales y, por lo tanto, difiere sustancialmente de la edición Progress de 1963 y las ediciones anteriores. Esta versión de MECW es la edición más completa disponible en inglés. Aunque se agotó, Lawrence & Wishart y International Publishers todavía venden muchos volúmenes en la serie (las ediciones digitales a veces están disponibles en línea).
- En 1980, Jean-Pierre Lefebvre publicó una edición en francés de los cuadernos I61 a 1861-1863 en asociación con Gilbert Badia, Étienne Balibar, Jean-François Cailleux y Michel Espagne.[11]
- Prometheus Books volvió a imprimir la edición inglesa de Progress Publishers y Lawrence & Wishart en el año 2000 en un volumen de 1.605 páginas. Esta edición ahora también está agotada.
- En 2013, Pine Flag Books (Boston) publicó una versión digital Kindle de la edición en inglés de tres volúmenes de Progress Publishers editada por Gene Ogorodov.

## Otras lecturas
- A. Anikin (1975). A Science in Its Youth: Pre-Marxian Political Economy. Moscow: Progress Publishers.
- Simon Clarke (1982). Marx, Marginalism and Modern Sociology: From Adam Smith to Max Weber. London: Macmillan.
- John Eatwell (Fall 1974). "Controversies in the theory of surplus value: old and new". Science & Society. Vol. 38. No. 3. pp. 281–303.
- E. K. Hunt (2002), Property and Prophets: The Evolution of Economic Institutions and Ideologies, 7th edition.  M. E. Sharpe.
- E. K. Hunt; Mark Lautzenheiser (2011). History of Economic Thought. A Critical Perspective. 3rd edition. New York: ME. Sharpe.
- Isaak Illich Rubin (1979). A History of Economic Thought. London: Ink Links.